# Mycale rhaphidotoxa
Mycale rhaphidotoxa är en svampdjursart som beskrevs av Jörn Hentschel 1912. Mycale rhaphidotoxa ingår i släktet Mycale och familjen Mycalidae. Inga underarter finns listade i Catalogue of Life.